# براد هاندلر
براد هاندلر (بالإنجليزية: Brad Handler)‏ هو محامي ورائد أعمال أمريكي، ولد في 19 يوليو 1967 في دنفر في الولايات المتحدة.